# Лихитченко, Виктор Фёдорович
Виктор Фёдорович Лихитченко (31.01.1914, Донецкая область — 19.03.1992) — машинист локомотивного депо Чита-1 Забайкальской железной дороги, Читинская область, Герой Социалистического Труда.

## Биография
Родился 31 января 1914 года в городе Горловка Екатеринославской губернии, Донецкой области Украины. Украинец. В 1929 году окончил фабрично-заводское училище в городе Красный Лиман  (Донецкая область), получил специальность слесаря и помощника машиниста паровоза. Тогда же начал работать в депо Октябрьск Южной железной дороги помощником машиниста, затем перешёл в депо Славянск Северо-Донецкой дороги, где проходил учебную производственную практику у знатного машиниста страны Петра Кривоноса.
В 1935 году по комсомольской путёвке был откомандирован в Забайкалье, в локомотивном депо Чита-1 Забайкальской железной дороги. К этому времени он уже получил право управления паровозом и сам стал машинистом.
Вначале водил паровоз Еа-9022, а затем перешёл на Ел-968, который содержал в образцовом состоянии. С 1936 года обеспечивал вождение тяжеловесных поездов. При нормальном весе 1600 тонн Лихитченко водил поезда со станции Карымская на ручном отоплении весом 1800—2000 тонн. С 1937 года стал водить пассажирские поезда. Одновременно был назначен машинистом-инструктором пассажирского парка.
Во время войны грузопоток по этой магистрали был очень напряжённым. Бригада Лихитченко буквально жила в паровозах, работала без выходных и отпусков. Паровозные бригады не простаивали, движение было очень интенсивным. В 1943 году Лихитченко был назначен машинистом-инструктором пассажирской колонны.
С 1947 года он стал водить пассажирские поезда на паровозах Су-211-04 и позднее Л-1272. В 1956 году машинистам депо Чита пришлось осваивать новый — перевальный — участок, а также и самостоятельный спуск поездов с перевала. Лихитченко, будучи машинистом-инструктором, вложил много труда в обучение машинистов на новом сложном участке.
В 1959 году возглавил отстающую бригаду вышедшего из строя паровоза Еа-3419, которая занималась перерасходом топлива и межпоездным ремонтом, и вывел её в передовые. Паровоз привели в технический порядок и культурное состояние. Впоследствии он стал одним из лучших по всем показателям и параметрам.
Указом Президиума Верховного Совета СССР от 1 августа 1959 года за выдающиеся успехи, достигнутые в развитии железнодорожного транспорта Лихитченко Виктору Фёдоровичу присвоено звание Героя Социалистического Труда с вручением ордена Ленина и золотой медали «Серп и Молот».
В 1963 году Лихитченко окончил курсы машинистов тепловозов. С 1968 года водил грузовые поезда на тепловозе ТЭ-3. В 1971 году он вышел на пенсию, но ещё долгое время работал в дистанции гражданских сооружений диспетчером, помощником дежурного по депо.
Возглавлял совет ветеранов депо, проявлял большую активность в работе профсоюза. Работал преподавателем и вёл воспитательную работу среди молодёжи в технической школе № 1. Подготовил целую плеяду машинистов, многие из которых сегодня являются почётными железнодорожниками.
Жил в городе Чита. Скончался 19 марта 1992 года.
Награждён орденами Ленина, Трудового Красного Знамени, «Знак Почёта», медалями; знаками «Отличный паровозник», «Лучший машинист сети дорог».